# María Cabrales
María Magdalena Cabrales Fernández (Santiago de Cuba, 20 de março de 1842 - Santiago de Cuba, 28 de julho de 1905) foi a esposa do general independentista cubano Antonio Maceo. O casal estabeleceu sua moradia na finca La Esperanza, onde vivia a família Maceo Grajales.
María é celebrada em Cuba como tendo caráter e patriotismo heroico iguais aos de seu marido.

## Vida pregressa
María Cabrales nasceu na fazenda San Agustín em 20 de março de 1842, a qual estava localizada na jurisdição de Jutinicú, em San Luis, em Santiago de Cuba. Passou os primeiros anos, até a adolescência, nesta fazenda. Ela era a filha mais nova do casamento formado pelos mulatos livres Ramón Cabrales e Antonia Fernández, com os irmãos Fabián, Santiago, Caridad e Dolores.
Seus pais gozavam de uma posição econômica e social confortável, o que lhes permitia interagir com pessoas de destaque em Santiago de Cuba. Contudo, isso não os impediu de sofrer a discriminação racial tão comum naquela época. Muito pouco se sabe sobre a sua formação além de que era alfabetizada, algo incomum para uma mulher da sua época e posição social. Segundo vários depoimentos, era uma mulata de rosto lindo, cabelos cacheados, esbelta e de gestos graciosos; sendo apontada como um bom exemplo de beleza proveniente da mistura de raças que ocorreu na América Latina.
Na fazenda San Agustín, os Cabrales tinham como vizinhos o casal Marcos Maceo e Mariana Grajales, também pardos livres e proprietários de terras. Esta proximidade e as ideias de independência permitiram a ambas as famílias estreitar relações, que se fortaleceram com o casamento de Antonio Maceo e María Cabrales em 16 de fevereiro de 1866. María era três anos mais velha que Antonio, o primogênito dos Maceo Grajales. O casal passou a morar na fazenda La Esperanza, adaptando-se à nova vida. Nesta casa continuaram a ser forjadas ideias revolucionárias em ambos os jovens, na época em que se discutia a independência da Espanha e o fim da escravatura.

## Trajetória
Seu caráter forte e profundo patriotismo combinavam com os do companheiro de sua vida. Nunca notou a dureza da vida numa campanha de guerra, principalmente para uma mulher, que em determinados momentos já tinha 2 filhos. Ela tinha uma inteligência extraordinária e não se desenvolveu intelectualmente devido às características da época, que marginalizavam as mulheres, como se estivessem destinadas apenas ao trabalho doméstico; mas soube adaptar-se à precariedade económica da vida revolucionária.
Ela compartilhou com Maceo, seu marido, as tentativas de rebelião, as perseguições, a guerra, as montanhas e o exílio. Viveu com Maceo o feito heroico da Guerra dos Dez Anos, a rebelião inflexível dos Mangos de Baraguá, a tentativa revolucionária de desenvolver a chamada "Guerra Chiquita” e também a fase sublime da “Guerra Necessária”.
Teve que deixar o país e foi morar na Costa Rica, onde fundou o Clube de Mulheres Cubanas da Costa Rica (em castelhano:  Club de Mujeres Cubanas de Costa Rica). Seu charme pessoal aumentou os fundos arrecadados e seu impulso foi insuperável. O Herói Nacional José Martí disse que foi uma de suas melhores colaboradoras naquele país irmão.
Participou da marcha triunfal de oriente a ocidente e comenta-se que em algumas ocasiões os espanhóis perseguiram o "colosso mambí", seu marido, devido às pegadas dos sapatos de Maria. Se em algum momento ele não pudesse estar ao seu lado, causas muito poderosas o impediriam de fazê-lo.
Caído em combate seu marido em combate em 7 de dezembro de 1896, María Cabrales retirou-se para residir permanentemente em Santiago de Cuba, na Finca San Agustín. Ela morreu na manhã de 28 de julho de 1905 aos 63 anos.